# Astrotricha hamptonii
Astrotricha hamptonii är en araliaväxtart som beskrevs av F.Muell. Astrotricha hamptonii ingår i släktet Astrotricha och familjen Araliaceae. Inga underarter finns listade.